# Astronomische Nachrichten
Astronomische Nachrichten ou Astronomical Notes en anglais (abrégé en Astron. Nachr. ou AN), est une des toutes premières revue scientifique à comité de lecture dans le domaine de l'astronomie. Le journal est fondé en 1821 par l'astronome allemand Heinrich Christian Schumacher. Il se réclame être le plus vieux magazine sur ce sujet, sans interruption dans sa publication.
Le magazine comprend de nos jours des articles sur la physique solaire, l'astronomie extragalactique, la cosmologie, la géophysique et les instruments de ces domaines.
D'après le Journal Citation Reports, le facteur d'impact de ce journal était de 1,186 en 2009. Actuellement, la direction éditoriale est assurée par K. G. Strassmeier